# Pendikspor
Pendikspor ist ein türkischer Fußballverein aus Istanbul und wurde im Jahr 1950 gegründet. Der Verein sorgte für Aufsehen, als er sich in der 3. Hauptrunde des Türkischen Fußballpokals der Saison 1999/2000 gegen den türkischen Spitzenklub Fenerbahçe Istanbul mit 2:1 durchsetzte und diesen aus dem Pokalwettbewerb warf.

## Geschichte

### Gründung
Ursprünglich wurde er im Jahr 1927 als Pendik Gençlerbirliği gegründet. 1950 fand die zweite Gründung statt. Der Verein spielte bis zum Sommer 1984 in den unteren regionalen Amateurligen.

### Einstieg in den Profifußball
Nachdem zum Sommer 1980 der türkische Profifußball von bisher drei auf lediglich zwei Profiligen reduziert wurde, wurde 1984 auf Direktive des damaligen Staatspräsidenten Turgut Özal die dritthöchste professionelle Fußballliga, die 3. Lig, mit heutigem Namen TFF 2. Lig wieder eingeführt. Darüber hinaus wurde verkündet, dass nach Erfüllung bestimmter Auflagen man eine Ligateilnahme beantragen könne. Um die Stadtentwicklung voranzutreiben, bemühten sich mehrere Stadt- bzw. Bezirksnotabeln darum, die Auflagen zur Drittligateilnahme zu erfüllen. Nachdem man die Auflagen erfüllt hatte, erteilte der türkische Fußballverband die Teilnahmeberechtigung. So nahm Pendikspor als eine von vielen Istanbuler Bezirksmannschaften in der Spielzeit 1984/85 an der wiedereingeführten 3. Lig teil und belegte zum Saisonende den 3. Tabellenplatz der Gruppe 1.

### Zweitligaaufstieg und Zwangsabstieg in die TFF 2. Lig
Pendikspor erreichte in der Drittligasaison 1997/98 die Meisterschaft und damit den ersten Aufstieg der Vereinsgeschichte in die zweithöchste Spielklasse in die 2. Lig. Am 17. August 1999 ereignete sich in der Türkei das Erdbeben von Gölcük. Das Erdbeben hatte neben einer großen Todesopferanzahl auch zur Folge, dass in den betroffenen Provinzen nahezu die gesamte Infrastruktur beschädigt wurde. Durch diese Umstände konnten die Mannschaften Sakaryaspor, Düzcespor ve Darıca Gençlerbirliği, die aus den betroffenen Provinzen kamen, nicht weiter am Spielgeschehen der 2. Lig teilnehmen. Der türkische Fußballverband befreite diese drei Vereine vom weiteren Spielgeschehen und wertete alle restlichen Spiele mit einer 0:3-Niederlage. Die Klubs wurden aber für die kommende Saison in der 2. Lig behalten, sodass statt der betroffenen Mannschaften andere Teams absteigen mussten. Da Pendikspor mit Darıca Gençlerbirliği in einer Gruppe war und sich auf dem drittletzten Tabellenplatz befand, musste Pendikspor in die 3. Lig absteigen.

## Erfolge
- Meisterschaft der TFF 2. Lig: 1997/98
- Aufstieg in die TFF 1. Lig: 1997/98
- Aufstieg in die Süper Lig: 2022/23

## Ligazugehörigkeit
- Süper Lig: 2023–
- 2. Liga: 1998–2000, 2022–2023
- 3. Liga: 1984–1993, 1994–1998, 2000–2001, 2004–2022
- 4. Liga: 2001–2004
- Regionale Amateurliga: 1950–1984, 1993–1994

## Kader Saison 2023/24
| Nr. |           | Position | Name            |
| --- | --------- | -------- | --------------- |
| 1   | Turkei    | TW       | Erdem Canpolat  |
| 35  | Turkei    | TW       | Burak Öğür      |
| 76  | Turkei    | TW       | Murat Akşit     |
| 3   | Turkei    | AB       | Emre Taşdemir   |
| 6   | Portugal  | AB       | Nuno Sequeira   |
| 13  | Turkei    | AB       | Murat Akça      |
| 14  | Senegal   | AB       | Khadim Rassoul  |
| 15  | Turkei    | AB       | Umut Mert Toy   |
| 20  | Turkei    | AB       | Berkay Sülüngöz |
| 22  | Turkei    | AB       | Erdem Özgenç    |
| 23  | Brasilien | AB       | Welinton        |
| 33  | Turkei    | AB       | Alpaslan Öztürk |
| 61  | Turkei    | AB       | Serkan Asan     |
| 5   | Senegal   | MF       | Badou Ndiaye    |
| 8   | Albanien  | MF       | Endri Cekici    |

| Nr. |                              | Position | Name             |
| --- | ---------------------------- | -------- | ---------------- |
| 18  | Norwegen                     | MF       | Fredrik Midtsjø  |
| 25  | Turkei                       | MF       | Efe Sayhan       |
| 58  | Turkei                       | MF       | Gökcan Kaya      |
| 66  | Kongo Demokratische Republik | MF       | Arnaud Lusamba   |
| 78  | Turkei                       | MF       | Erdem Çalık      |
|     | Turkei                       | MF       | Uygar Zeybek     |
| 7   | Suriname                     | ST       | Leandro Kappel   |
| 11  | Turkei                       | ST       | Halil Akbunar    |
| 17  | Turkei                       | ST       | Umut Nayir       |
| 21  | Mali                         | ST       | Abdoulay Diaby   |
| 27  | Senegal                      | ST       | Mame Thiam       |
| 70  | Turkei                       | ST       | Melih Güney      |
| 90  | Nigeria                      | ST       | Emeka Eze        |
| 99  | Turkei                       | ST       | Erencan Yardımcı |

Letzte Aktualisierung: 11. Mai 2024

## Ehemalige bekannte Spieler
- Burçağ Başel
- Emrah Başsan
- Cem Demir
- Selçuk Görmüş
- Zeki Korkmaz
- Ömer Can Sokullu
- Güven Varol

## Trainer (Auswahl)
- Özcan Bizati
- Oktay Çevik
- Abdülkerim Durmaz
- Turgut Kafkas
- Kamuran Yavuz
- Zafer Göncüler
- Bahaddin Güneş (Oktober 1997 – Mai 1998)
- Bahaddin Güneş (Juli 2001 – Dezember 2001)
- Sinan Yücer
- Mehmet Erdal Alpaslan

## Präsidenten (Auswahl)
- Sami Bayram
- Selahattin Turhan